# Sukareja (Balongan)
Sukareja is een bestuurslaag in het regentschap Indramayu van de provincie West-Java, Indonesië. Sukareja telt 2371 inwoners (volkstelling 2010).